# Szabsa Maszkaucan
Szabsa Mendelewicz Maszkaucan (ros. Шабса Ме́нделевич Машкауца́н, ur. 6 stycznia 1924 w Orgiejowie, zm. 19 września 2022 w New Haven) – radziecki wojskowy, porucznik, Bohater Związku Radzieckiego (1945).

## Życiorys
Urodził się w żydowskiej rodzinie robotniczej. Miał wykształcenie podstawowe. Po aneksji Besarabii przez ZSRR w 1940 mieszkał na terytorium Mołdawskiej SRR, później przeniósł się do Kraju Stawropolskiego i pracował w Jessentukach. W sierpniu 1942 został powołany do Armii Czerwonej, od 1943 uczestniczył w wojnie z Niemcami jako żołnierz 50 pułku piechoty 44 Armii i następnie 530 pułku artylerii przeciwpancernej 28 Armii. Jako celowniczy baterii w stopniu młodszego sierżanta walczył na 1 Froncie Ukraińskim i 1 Białoruskim, brał udział w walkach w okolicach Taganrogu i Melitopola, na Krymie, w Prusach Wschodnich i Polsce. Wyróżnił się w walkach na południe od Berlina 29 kwietnia 1945, gdzie trafił dwa samobieżne działa artyleryjskie, czołg i transporter opancerzony. Został wówczas kontuzjowany. Po wojnie kontynuował służbę w armii, w lipcu 1953 został zwolniony do rezerwy w stopniu porucznika. W 1957 wstąpił do KPZR, w 1961 ukończył technikum w Sorokach, później pracował jako starszy majster w warsztacie w fabryce traktorów, następnie został dyrektorem zawodowej szkoły technicznej. Mieszkał w Kiszyniowie, a w czerwcu 1989 wyjechał na stały pobyt do USA, osiedlając się w stanie New Jersey, a później w New Haven w stanie Connecticut.

## Odznaczenia
- Złota Gwiazda Bohatera Związku Radzieckiego (27 czerwca 1945)
- Order Lenina (27 czerwca 1945)
- Order Wojny Ojczyźnianej I klasy (11 marca 1985)
- Medal za Odwagę (dwukrotnie, 10 czerwca 1944 i 14 września 1944)
- Medal „Za obronę Kaukazu”
- Medal „Za zdobycie Berlina”
- Medal „Za zdobycie Królewca”

I inne.